# 184 Dejopeja
Dejopeja /diːoʊˈpiːə/ (định danh hành tinh vi hình: 184 Dejopeja) là một tiểu hành tinh kiểu X, lớn ở vành đai chính.
Ngày 28 tháng 2 năm 1878, nhà thiên văn học người Áo Johann Palisa phát hiện tiểu hành tinh Dejopeja khi ông thực hiện quan sát tại Đài quan sát Hải quân Áo và đặt tên nó theo tên Deiopea, một nữ thần trong thần thoại La Mã.